# مقاطعة لينكون (كولورادو)
مقاطعة لينكون (بالإنجليزية: Lincoln County)‏ هي إحدى مقاطعات ولاية كولورادو في الولايات المتحدة الأمريكية.